# Tanjung Pauh Talang Pelita
Tanjung Pauh Talang Pelita is een bestuurslaag in het regentschap Muaro Jambi van de provincie Jambi, Indonesië. Tanjung Pauh Talang Pelita telt 833 inwoners (volkstelling 2010).